# Christian Dennert
Christian Dennert (geboren ca. 1897; gestorben am 4. Mai 1944 in Berlin) war Fabrikant sowie Gegner und Opfer des Nationalsozialismus.
Dennert entstammte einer Familie, die in Hamburg ein Werk zur Herstellung von Vermessungstechnik führte. Im Ersten Weltkrieg meldete er sich freiwillig im Alter von 18 Jahren zum Kriegsdienst. Er wurde dem Landesschützenregiment 211 mit Heimatstandort in Bayreuth zugeteilt. Nach einem erlittenen Kopfschuss galt er später als Sonderling mit einem leichten geistigen Defekt.
Als Folge der Weltwirtschaftskrise des Jahres 1929 und von Differenzen in der Geschäftsführung wurde die Firma aufgespalten. Dennert ließ sich mit Frau und Mutter in Weidenberg nahe Bayreuth nieder. Dort kaufte er die in der Straße In der Au gelegene ehemalige Porzellanfabrik und gründete die Firma DEWE (Dennert Weidenberg). Mit einer Handvoll angelernter Mitarbeiter stellte er Präzisionsrechenstäbe her, die vor allem nach Großbritannien und in die USA verkauft wurden.
Dennert war deutschnational gesinnt. 1933 trat er der NSDAP bei, da er sich von den Nationalsozialisten Unterstützung für Kleinbetriebe erhoffte. Nachdem er diese Hoffnung enttäuscht sah, und weil er für die Partei Firmen auskundschaften und Einstellungen ausspionieren sollte, trat er nach einem Jahr wieder aus.
Aufgrund der Judenverfolgung im nationalsozialistischen Deutschland brachen die Auslandsmärkte weg. Mit seiner kritischen Einstellung zu den Herrschenden war Dennert dem Weidenberger NSDAP-Ortsgruppenleiter Georg Rumler ein Dorn im Auge. Dieser sorgte dafür, dass der Missliebige, der gerade seine Firma hätte retten müssen, im Mai 1939 als Verwaltungsunteroffizier zu einem Kurs beim Heeresversorgungsamt in Bayreuth eingezogen wurde. Dort wetterte Dennert gegen ein neues Gesetz, wonach Wehrmachtsangehörige Hoheitsträger der Partei zu grüßen hatten. Er wurde angezeigt und kam vorübergehend in Arrest. Unmittelbar vor dem Überfall auf Polen wurde Dennert erneut zur Wehrmacht eingezogen. Zu Beginn des Zweiten Weltkriegs im September 1939 war sein Geschäft ruiniert.
Im Juli 1940 schied Dennert aus Altersgründen aus dem Wehrdienst aus. Da sein Werk nicht mehr existierte, arbeitete er zunächst als Technischer Zeichner bei einem Feuerspritzenhersteller in Bayreuth. Dann wechselte er in das Metallwerk Tabel nach Creußen, wo auch Zwangsarbeiter zur Rüstungsproduktion eingesetzt wurden. 1941 verlor er nach einem Unfall eines seiner drei Kinder.
Dennerts Firmenchef Carl Tabel, NSDAP-Ortsgruppenleiter und seit 1938 Bürgermeister der kleinen Stadt, verfolgte den nazikritischen Creußener Pfarrer und misshandelte Kriegsgefangene. In Dennerts neuer Arbeitsumgebung gab es Spitzel und Denunzianten. Eine Stenotypistin notierte sich kritische Sprüche von Kollegen und gab sie an ihren Chef weiter. Darunter waren auch Dennerts Bemerkungen, der Krieg werde erst aus sein, wenn „Hitler und seine Bonzen nicht mehr am Ruder“ seien, und den Krieg habe man nur dem „österreichischen Anstreicher“ zu verdanken – eine Anspielung auf Hitlers armselige Anfänge. Tabel zeigte Dennert wegen „schwerer Kränkungen des Führers“ und „Hochverrats“ bei der Geheimen Staatspolizei (Gestapo) an.
Am 8. November 1943 wurde Dennert verhaftet. Die Anklage vor dem Volksgerichtshof enthielt auch die Vorwürfe der „Wehrkraftzersetzung“ und der „Feindbegünstigung“. Damit drohte Dennert die Todesstrafe. Die für den 29. Februar 1944 anberaumte Verhandlung wurde indes vertagt, da ein ärztliches Gutachten über seinen Geisteszustand fehlte.
In der Folgezeit stellte Dennerts Frau eine rasche Verschlechterung seines Gesundheitszustands fest. Von der Gefängnisleitung wurde sie am 8. Mai 1944 telefonisch informiert, dass ihr erst 47 Jahre alter Ehemann vier Tage zuvor gestorben sei. Offizielle Todesursache war eine Lungenentzündung, der Anstaltspriester schrieb hingegen „Herzschwäche“.
Tabel wurde 1949 vor dem Landgericht Bayreuth unter anderem wegen schwerer Freiheitsberaubung mit Todesfolge im Fall Dennert angeklagt, zu einem Prozess kam es aber nicht. Zwar befand das Gericht, dass Dennerts Tod die direkte Folge seiner Haft gewesen sei, Tabel leugnete aber mit Erfolg, dass er jenen angezeigt habe. Die Dokumente des Volksgerichtshofs, die das Gegenteil beweisen, tauchten erst nach der deutschen Wiedervereinigung auf.